# Una pistola per cento croci
Una pistola per cento croci è un film del 1971, diretto da Carlo Croccolo sotto lo pseudonimo di Lucky Moore.

## Trama
Santana è un sudista che, dopo la morte dei suoi compagni a causa di Damon, assiste all'uccisione di Dublin, il fratello di una certa Jessica, residente a Springfield. Giunto in città per il funerale, Santana scopre che il fidanzato della ragazza è Luis, in realtà Damon, il bandito da lui ricercato che, per fuggire, sposa velocemente Jessica e la tiene prigioniera in un ranch assieme ai suoi scagnozzi. Santana scatenerà una vera e propria battaglia con i suoi nemici e verrà aiutato dal servo negro Thomas, ribellatosi a Luis. Purtroppo nello scontro morirà il servo, e il traditore verrà ucciso nel duello finale con Santana.